# Quítxua meridional
El quítxua meridional (quítxua: urin qhichwa o simplement qhichwa), és una llengua indígena de Sud-amèrica conformada per un conjunt de varietats mútuament intel·ligibles assentades en el sud del Perú, l'occident de Bolívia, i àrees limítrofes amb Bolívia s Xile i l'Argentina, així com a la província argentina de Santiago del Estero. És emprada entre 6 milions a 7 milions d'usuaris pel que és la més estesa de les llengües quítxues i la segona de totes les  originàries d'Amèrica, després del guaraní. Actualment, és llengua oficial de iure a nivell nacional a Bolívia i al Perú en les zones on predomina o s'usa, segons la Constitució vigent.
Té una norma ortogràfica polilectal per a la família quítxua, proposta pels lingüistes Rodolfo Cerrón Palomino i Alfredo Torero, basada en la dialectologia de la llengua.

## Classificació
El quítxua meridional pertany a la branca de les família quítxua coneguda com Chinchay, estant emparentat majorment amb el quítxua septentrional, parlat principalment a l'Equador i la selva nord peruana.

## Història

### Època colonial
Fra Domingo de Santo Tomás O.P., frare dominic que segons el seu propi testimoniatge va arribar al Perú en 1540, va ser el primer missioner que va aprendre la llengua de la regió central del Perú durant la seva tasca evangelitzadora; predicant després en la seva pròpia llengua als nadius dels actuals Departaments de La Libertad, Ancash, Lima, Ica, Apurímac, Huancavelica, Ayacucho, Junín i Huánuco. En 1560, com a fruit del coneixement de la llengua dels naturals, va publicar a Valladolid les dues primeres obres en quítxua, la Gramática o arte de la lengua general de los indios de los reinos del Perú, i el Lexicón o vocabulario de la lengua general del Perú, per Fra Domingo.
El diputat limeny Juan de Balboa va ser el primer catedràtic de llengua quítxua (llengua quichua), quan es va organitzar la Universitat de San Marcos el 1576, i el primer peruà que s'hi va graduar de doctor.
Posteriorment, en 1608 Diego González Holguín (1552 -1618) va publicar el Vocabvlario de la lengua general de todo el Perv llamada qquichua o del Inca.
Vers el 1680 s'editaren les obres Rapto de Proserpina... i Uska Pawqar, el hijo pródigo de Juan de Espinoza Medrano, El Lunarejo, donant-se inici a l'anomenat Segle d'Or de la literatura quítxua [meridional]. Durant aquest període es compon l'obra Ollantay. Després de la derrota de la rebel·lió de Túpac Amaru II (1781), no sols al Perú, sinó a tota Amèrica espanyola, es van prohibir l'ús de roba i llengua natives, així com tota manifestació de costums i altres formes de socialització diferents de les dels peninsulars.Amb això es va iniciar el declivi de les elits andines i la formació d'un estigma social contra l'idioma que augmentarà i s'accentuarà, fins i tot després de la Independència metafòrica. També s'introdueixen veus estranyes com tayta del llatí 'tata' per a nomenar el clergue i es distorsiona la veu quítxua supay com a traduïble a diable (entitat de la cultura persa assimilada per occident) i altres neologismes, lligats als interessos de l'Església i de l'imperi espanyol.

### Segles XIX i XX
Durant la Febre del Cautxú, nombrosos exploradors van solcar els grans rius de l'Amazònia del Perú, establint-se com a llengua vehicular a la selva nord el quítxua lamista, bastant estès a la zona de Moyobamba en l'època de la Febre.
La derrota peruana en la Guerra del Pacífic va propiciar el ressorgiment d'elits andines, especialment en el Cuzco, epicentre del ressorgiment del teatre quítxua.

Cap al segle xx, el teatre va cedir pas a la poesia i als estudis científics moderns del quítxua. No obstant això, és també l'època del progressisme als Andes, on les llengües originàries, així com els seus costums, eren vistes com a rumbs del desenvolupament de les nacions, per la qual cosa la incipient educació rural es va dirigir a la directa substitució de les mateixes pel castellà. El treball de l'Institut d'Estudis Peruans i l'impuls d'Alberto Escobar i la publicació de sengles diccionaris de sis varietats del quítxua i de les seves respectives gramàtiques. Sobre aquest tema, Escobar diu 
| « | "La reivindicació de la llengua quítxua i del seu ús van començar el 27 de maig de 1975 amb la Llei 21156. La llengua prehispànica més àmpliament difosa al Perú es trobava proscrita, legal i socialment, des de la insurrecció de Túpac Amaru en 1780. La seva oficialització al país, amb rang equivalent al de la llengua castellana és, per tant, una decisiva mesura de política cultural."." | » |
| — | |   |

En els anys 1950, la migració rural va propiciar un accelerat procés de reemplaçament de les llengües indígenes pel castellà com a llengua materna en tota Amèrica Llatina. El segle xx va significar també l'oficialització del quítxua a Bolívia i el Perú i la implementació de programes d'Educació Intercultural Bilingüe (fins llavors, la instrucció estatal es donava només en castellà). El diari La Prensa va publicar lliçons de quítxua de Demetrio Tupac Yupanqui als 1950. En 1970 es va crear a la Universitat Ricardo Palma, la Facultat de Llengües Modernes i es va establir l'ensenyament de l'idioma quítxua.
El segle XXI la traducció de Trilce al quítxua, l'aparició d'El Quixot en quítxua, l'organització de concursos de narrativa i poesia en quítxua, com el de la Universitat Nacional Federico Villarreal. El mestratge de Cultura Andina de la Pontifícia Universitat Catòlica del Perú i publicació de diversos diccionaris per autors individuals.

### Actualitat
Hi ha diversos préstecs de l'espanyol per als avançaments tecnològics, com el cas, radyu (‘ràdio’), encara que a Bolívia s'utilitza wayrasimi. A Perú, l'emissora estatal Radio Nacional del Perú propaga espais radials en quítxua per a noticiaris i programes agraris matinals.

### Dialectologia
El quítxua meridional és l'única llengua de la branca Quítxua IIC o Chinchay meridional, branca que compta amb major intel·ligibilitat i menor divergència que la resta de dialectes quítxua. Els dialectes (variants geogràfiques) amb què compta aquest sistema són:
- Quítxua d'Ayacucho
- Cusco-Collao
  - Cusco
    - Quítxua de Cusco
    - Arequipa-La Unión
    - Apurímac oriental

  - Collao
    - Caylloma
    - Quítxua de Puno
    - Quítxua nordbolivià
    - Quítxua sudbolivià
- Quítxua santiaguenyo

Existeixen alguns altres dialectes proposats dins del Cuzco-Collao com el puneño o el apurimeño la inclusió del qual o no pertinença a alguna de les variants aquí discutides és controversial.

## Fonologia
Les síl·labas del quítxua meridional es componen com a mínim d'una vocal com nucli. Per regla general, accepten una consonant en posició d'atac i coda (principi i fi de síl·laba, respectivament); no obstant això, els préstecs més recents poden acceptar fins a dues consonants en atac, especialment amb consonants líquides. De comú, les paraules no presenten hiats, encara que en qítxua de Santiago del Estero, s'elideix l'aproximant labial /w/ quan es presenta entre dues vocals obertes, v.g. /ta.wa/ [ta.a]. L'entonació i l'accentuació tenen rols menors; les paraules són greus excepte quan s'emfatitza una paraula, cas en el qual la paraula és aguda.

### Fonemes vocàlics
|         | Anterior | Central | Posterior |
| ------- | -------- | ------- | --------- |
| Tancada | i /i/    |         | o /o/     |
| Oberta  |          | a /a/   |           |

Es distingeixen tres fonemes vocàlics: una vocal oberta /a/ i les tancades arrodonida /o/ no arrodonida /i/. La pronunciació precisa d'aquests fonemas vocàlics varia amb el seu entorn fonètic. El veïnatge d'una consonant uvular produeix al·lòfons més centralitzats com [ɑ], [e], [ɛ], [o], [ɔ] i la de la semiconsonant palatal /j/ també provoca un avançament de /a/ a [æ].
Quant a les consonants, es presenta una alta diversificació producte de diversos canvis diacrònics han afectat aquest inventari original. El modern quítxua meridional compta amb tres nasals /m, n, ɲ/ quatre oclusives /p, t, k, q/, una africades /t͡ʃ/, dues fricatives (tres en el quítxua santiaguenyo) /s, (ʃ), h/, dues aproximants /j, w/ i tres líquides /ʎ, ɾ, l/. En les varietats Cuzco-Collao, per molt probable influència de l'aimara, es van afegir ejectives i aspirades al repertori fonèmic d'oclusives i a l'africada. En la varietat d'Ayacucho, l'oclusiva uvular /q/ s'emet com a fricativa /χ/, la qual cosa provoca una neutralització amb la fricativa glotal /h/ que varia lliurement amb la vetllar /x/. Als Cuzco-Collao, diverses consonants tenen al·lòfons en posició final: l'africada /ʧ/ en posició final és pronunciada fricativa [ʃ], les oclusives /p, k, q/ finals són articulades com [h, x, χ] i les nasal bilabial /m/, com [ŋ].
D'altra banda, es registren almenys dues expansions o addicions majors del conjunt de consonants. Pel contacte prolongat amb el castellà, s'han incorporat plosives sonores com /b/, /d/ i /g/, allí on el quítxua originalment distingia entre sonores i sordes, a més de la fricativa retroflexa [ʐ] i de la fricativa bilabial [ɸ] entre els principals préstecs, com a bindiy (vendre), Diyus (Déu), tirigu (blat), tilifunu (telèfon) o karru [kaʐu] (carro).
|            |           | Bilabial | Alveolar | Postalveolar | Palatal | Velar   | Uvular  | Glotal |
| ---------- | --------- | -------- | -------- | ------------ | ------- | ------- | ------- | ------ |
| Nasal      | Nasal     | m /m/    | n /n/    |              | ñ /ɲ/   |         |         |        |
| Oclusiva   | Simple    | p /p/    | t /t/    | ch /t͡ʃ/      |         | k /k/   | q /q/   |        |
| Oclusiva   | Aspirada  | ph /pʰ/  | th /tʰ/  | chh /t͡ʃʰ/    |         | kh /kʰ/ | qh /qʰ/ |        |
| Oclusiva   | Ejectiva  | p' /pʼ/  | t' /tʼ/  | ch' /t͡ʃʼ/    |         | k' /kʼ/ | q' /qʼ/ |        |
| Fricativa  | Fricativa |          | s /s/    | sh /ʃ/       |         |         |         | h /h/  |
| Aproximant | Central   |          |          |              | i /j/   | w /w/   |         |        |
| Aproximant | Lateral   |          | l /l/    |              | ll /ʎ/  |         |         |        |
| Vibrant    | Vibrant   |          | r /ɾ/    |              |         |         |         |        |

## Escriptura
L'ortografia del quítxua meridional és actualment usada per moltes institucions del Perú i de Bolívia, inclusivament en l'educació. La diferència a Bolívia i l'Argentina és que s'usa «j» en lloc de «h» per al so [h]. La norma conté estructures originàries de les variants orals del quítxua II-C, (sobretot el quítxua d'Ayacucho i quítxua de Cusco). Exemples:
| Ayacucho   | Cusco      | Quítxua meridional | Traducció                                    |
| ---------- | ---------- | ------------------ | -------------------------------------------- |
| [upjaj]    | [uhjaj]    | upyay              | «beure, prendre»                             |
| [otχa]     | [usqʰa]    | utqha              | «ràpid»                                      |
| [λamkæj]   | [λaŋk’æj]  | llamk'ai           | «treballar»                                  |
| [ɲoχanʧik] | [ɲoqanʧis] | ñuqanchik          | «nosaltres (inclusiu)»                       |
| [-ʧka-]    | [-ʃa-]     | -chka-             | (sufix d'aspecte progressiu: «estar...-ndo») |
| [puŋʧaw]   | [p’uŋʧaj]  | p'unchaw           | «dia»                                        |

Les següents lletres s'usen per al vocabulari quítxua heretat i per a préstecs de l'aimara:

a, ch, chh, ch', h, i, k, kh, k', l, ll, m, n, ñ, p, ph, p', q, qh, q', r, s, t, th, t', o, w, i.
Així com generalment en l'ortografia oficial de totes les variants quítxues les lletres e / o no s'usen per a paraules quítxua heretades perquè els sons corresponents són al·lòfons d'i / o que apareixen al costat de q, qh, q'.
Les següents lletres són usades solament en préstecs del castellà i altres idiomes (no de l'aimara):

b, d, e, f, g, o.

## Gramàtica
En l'aspecte gramatical, el quítxua meridional conserva moltes característiques comunes amb la resta de la família lingüística. És una llengua aglutinant, forma paraules mitjançant l'addició de diversos sufixs a les seves arrels. Per l'estructura de les seves sintagmas, el quítxua és una llengua de nucli final, v.g. els adjectius antecedeixen als substantius, i per a les al·locucions díctiques s'usen postposicions. Quant a l'alineament dels arguments, el tipus preferit és Subjecte Objecte Verb (SOV), encara que aquests elements tenen relativa llibertat per a intercanviar llocs. El seu alineament morfosintàctic és nominatiu-acusatiu, comptant amb el cas gramatical acusatiu i marcant els verbs transitius tant amb la persona del subjecte com la de l'objecte.

### Morfologia
Els morfemes del quítxua destaquen per ser bastant regulars. Les arrels de les paraules quítxues poden ser lliures o lligades. Les arrels nominals són generalment lliures, mentre que les arrels verbals, acabades sempre en vocal, són sempre dependents. Els úniques afixos usats en el quítxua són sufixs. Per la seva funció, es poden classificar en flexius i derivatius; també s'agrupen segons el tema al qual poden agregar-se com a nominals, verbals i clítics.
Quan la flexió nominal, les arrels quítxues admeten sufixos flexius de número, persona i cas. Per exemple, amb l'arrel llama:
- llamakuna: 'llames' (número)
- llamayki: 'la teva llama' (persona)
- llamawan: 'amb la llama' (cas)
- llamaykikunawan: 'amb les teves llames'

Quant a la flexió verbal, les arrels quítxues admeten amalgamas de número i persona, sufixos de temps, de subordinació, de condicionalitat i de imperativitat. Per exemple, amb l'arrel rima- ("parlar"):
- rimanki: '[tu] parles" (número i persona)
- rimarqanki: '[tu] vas parlar' (temps passat)
- rimaptiyki: 'si [tu] parles...' (condicionalitat)
- rimai: 'parla' (imperatiu)

Els sufixos derivatius permeten el canvi de categoria gramatical en dos sentits contraris: la nominalització i la verbalització. Un conjunt sufixos derivatius verbals tenen la capacitat de canviar a més la valència del tema verbal.
- qullqi (plata) → qullqiyuq (el que té plata)
- yaku (aigua) → yakunayay (tenir ganes d'aigua, donar sed)
- puri- (caminar) → puriq (caminant)
- kuti- (tornar) → kutimuy (tornar)

### Evidencialitat
L'actitud o la certesa del parlant respecte a la informació donada s'expressa per mitjà dels sufixos enclítics, afixos que modifiquen virtualment qualsevol paraula. Per exemple, amb yaykurqan (ell/ella va entrar):
- yaykurqanmi (amb certesa)
- yaykurqanchá (endevinació)
- yaykurqansi (no comprovat)
- yaykurqanchu (pregunta)

### Sintaxi
El quítxua és una llengua SOV:
| Michiqkuna                        |  | wayñutam       |  | takichkanku.  |
| pastors                           |  | huaino (acus.) |  | estan cantant |
| Els pastors estan cantant huaino. |  |                |  |               |
Com sol ocórrer en aquesta mena de llengües, el nucli sintàctic va darrere dels elements que ho complementen, així el quítxua té posposicions i no preposicions, i la paraula que fa de adjectiu s'anteposa al que qualifica substantiu i l'adverbi antecedeix al verb:
wawa (bebè) + wasi (casa) → wawa wasi (casa de bebès, guarderia)
chunka (deu) + chiwchi (pollastre) → chunka chiwchi (deu pollastres)
raja (no) + rurana (factible) → raja rurana (impossible)

### Diccionaris
- Diccionario Quechua Sureño Normalizado - Español en Aulex.org.
- Yachakuqkunapa simi qullqa, Qusqu Qullaw Qhichwa Simipi Diccionario ilustrado del Quechua Sureño Normalizado, Ministerio de educación peruano (2005).
- Apurimaqpaq Runasimi Taqe Diccionario de Quechua Apurimeño (2007).
- Iskay simipi yuyayk’ancha (Bolivia) Quechua Sureño Normalizado 2007. (Única diferencia: en Bolivia se usa la J en lugar de H)
- Simi Taqe, Qheswa - Español - Qheswa 2005 Diccionari quítxua de Cusco - espanyol, Academia Mayor de la Lengua Quechua (2006).
- Vocabulario de la lengva general de todo el Perv llamada lengva Qquichua o del Inca El Quechua Cortesano del Cuzco, 1608 Diego González Holguín

### Cursos
- Gramática del Quechua Qosqo-Puno-Qollaw Ricardo Cahuana (2007).- curs escriptura del Cusco-Collao, per quítxuaparlants
- RunasimiNet Arxivat 2008-07-25 a Wayback Machine. - Curs de quítxua meridional uniificat. Pontificia Universidad Católica del Perú.
- Lecciones básicas de quechua en castellà i anglès.